# Cristo

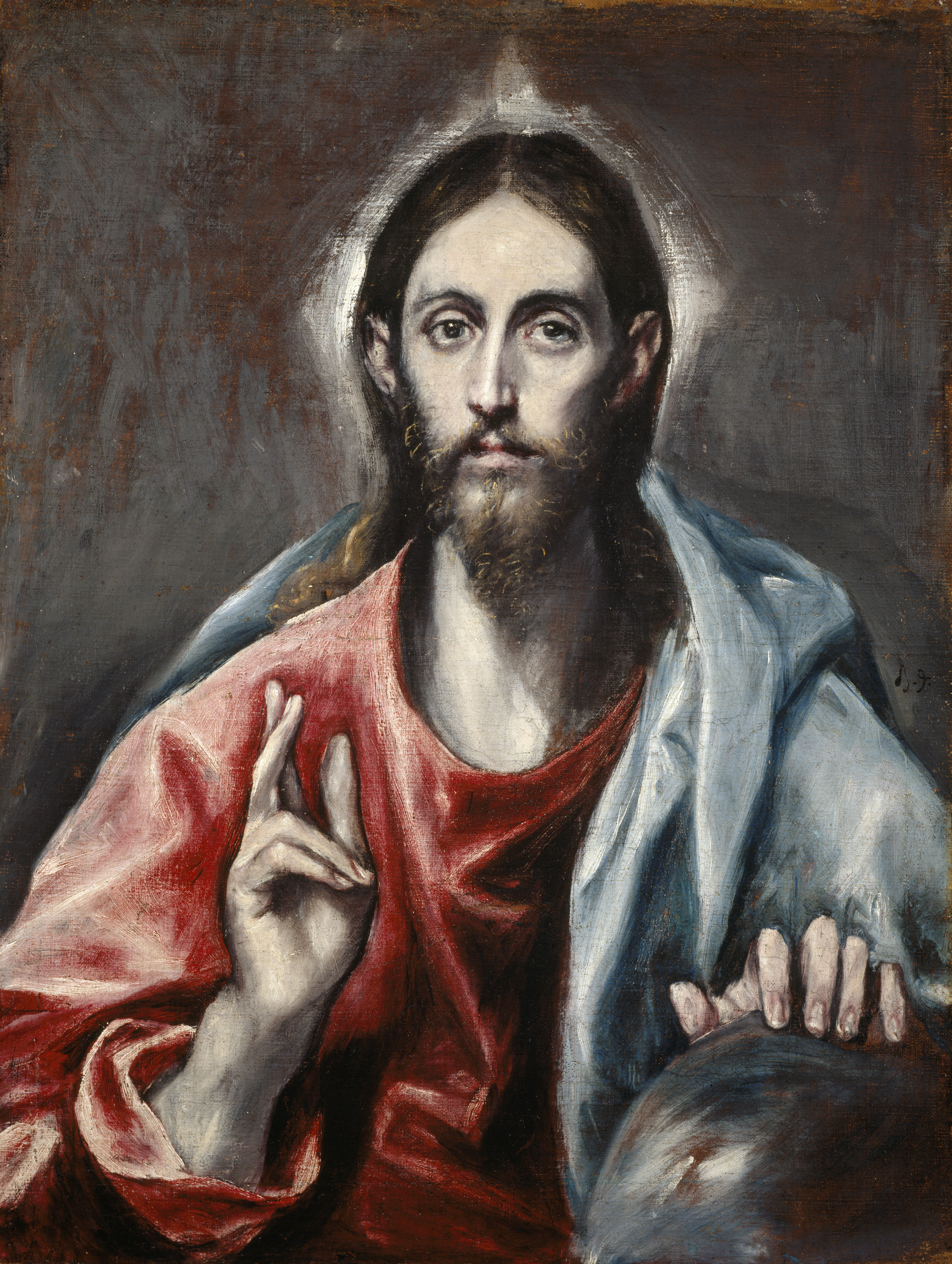
Las representaciones de Cristo son muy frecuentes en el arte cristiano a pesar de que no hay retratos de Jesús, ni indicaciones concretas acerca de su aspecto físico. Cristo Salvador del mundo, el Greco (c. 1600).

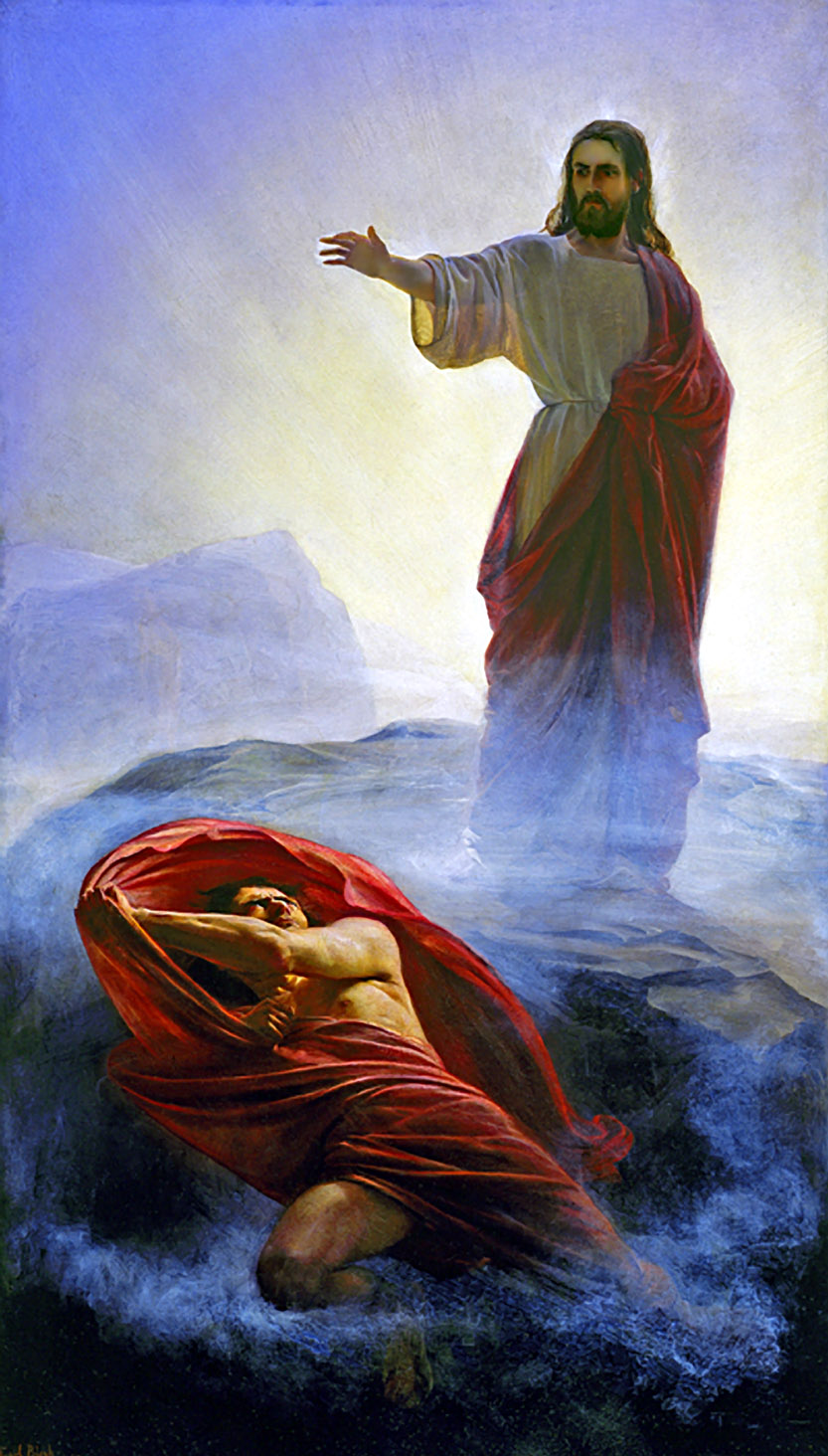
Jesucristo tentado, Carl Bloch (1850).

Cristo (del latín Christus, y éste del griego bíblico Χριστός, Christós) es una traducción del término hebreo «Mesías» (מָשִׁיחַ, Māšîaḥ), que significa «ungido», y que se emplea como título o epíteto de Jesús de Nazaret en el Nuevo Testamento. En el cristianismo, Cristo se utiliza como sinónimo de Jesús.
Los seguidores de Jesús son conocidos como «cristianos» porque creen y confiesan que Jesús es el Mesías profetizado en el Antiguo Testamento, por lo cual le llamaban «Jesús Cristo», que quiere decir «Jesús, el Mesías» (en hebreo: «Yeshua Ha'Mashiaj»), o bien, en su uso recíproco: «Cristo Jesús» («El Mesías Jesús»).
El título «Cristo» también está dentro del nombre personal «Jesucristo», y se menciona como un sinónimo de Jesús de Nazaret en la fe cristiana, que lo considera salvador y redentor de los hombres, el «Verbo» (o Palabra) de Dios encarnado, «el Hijo unigénito de Dios» y «el primogénito de toda la creación» (Colosenses 1:13-18).
Las principales creencias cristianas acerca de Jesucristo incluyen su consideración como el Hijo de Dios, constituido como Señor; que fue concebido por el Espíritu Santo y que nació de la Virgen María; que fue crucificado, muerto y sepultado durante el mandato de Poncio Pilato; que descendió a los infiernos y posteriormente resucitó de la muerte y subió a los cielos, donde se encuentra junto a Dios Padre y desde donde volverá para el Juicio Final.
La cristología, un área de la teología, se ocupa principalmente de estudiar la naturaleza divina de la persona de Jesucristo, según los evangelios canónicos y los demás escritos del Nuevo Testamento.

## En la Biblia

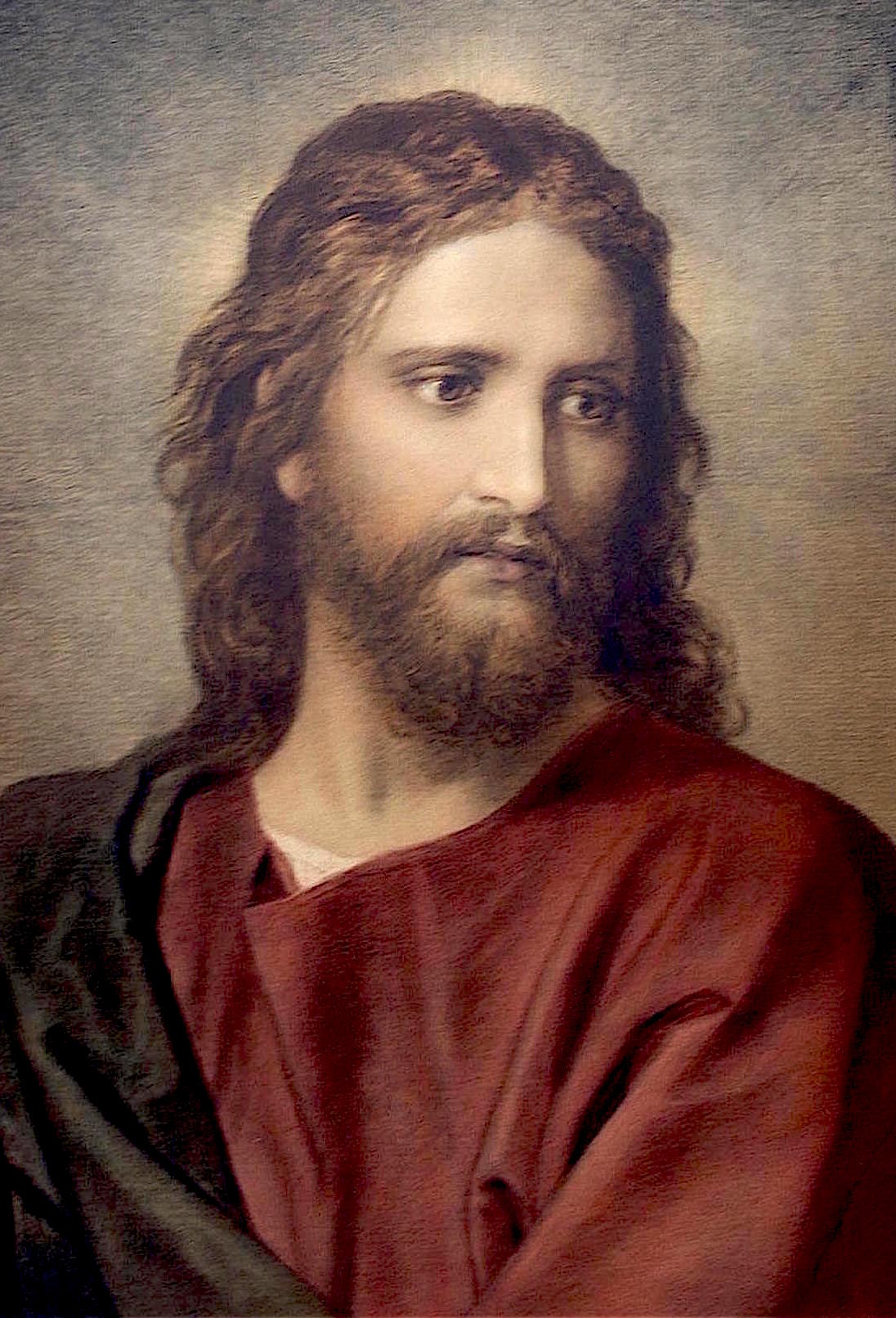
Cristo y el joven rico (c. 1890) Heinrich Hofmann.

El título «Mesías» fue utilizado en el Libro de Daniel, que habla de un «Mesías Príncipe» en la profecía acerca de «las setenta semanas».
También aparece en el Libro de los Salmos, donde se habla de los reyes y príncipes que conspiran contra Yahveh y contra su ungido. Pero fundamentalmente en el libro del profeta Isaías se expresa la llamada corriente mesiánica (Is 9, 1-7) atribuida a Jesucristo según los escritos del Nuevo Testamento.

### En los evangelios canónicos
Jesús es llamado «el Cristo» en los cuatro evangelios del Nuevo Testamento donde se le describe como ungido con el Espíritu Santo. Algunas referencias incluyen Mateo 1:16, Mateo 27:17, Mateo 27:22, Marcos 8:29, Lucas 2:11, Lucas 9:20 y Juan 1:41. En el evangelio de Mateo se trata el tema en el siguiente pasaje:

Cuando llegó Jesús a la región de Cesarea de Filipo, preguntó a sus discípulos, diciendo: «¿Quién dicen los hombres que es el Hijo del Hombre?» Y ellos dijeron: «Unos, Juan el Bautista; y otros, Elías; pero otros, Jeremías o uno de los profetas». Él les dijo: «Y vosotros, ¿quién decís que soy yo?» Respondiendo Simón Pedro, dijo: «Tú eres el Cristo, el Hijo del Dios viviente». Y Jesús, respondiendo, le dijo: «Bienaventurado eres, Simón, hijo de Jonás, porque esto no te lo reveló carne ni sangre, sino mi Padre que está en los cielos».
Evangelio de Mateo 16:13-17

En el evangelio de Juan, el título de «Cristo» se usa como nombre de Jesús:
«[…] la gracia y la verdad nos han llegado por Jesucristo».

### En otros libros bíblicos

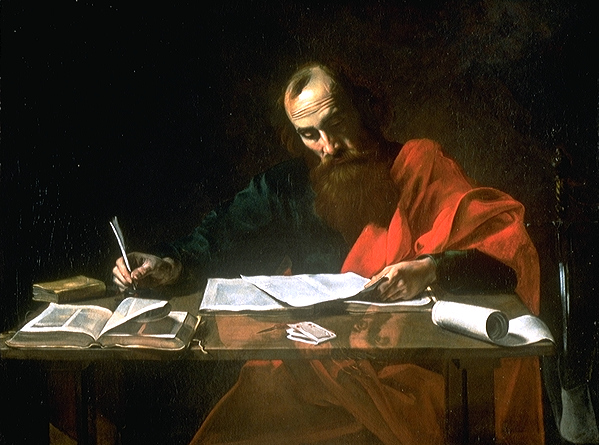
El apóstol Pablo escribiendo sus Epístolas, obra de Valentín de Boulogne o de Nicolás Tournier.

En el Libro de Daniel se afirma que el mesías príncipe sería cortado, y no tendría nada.
La antigua versión de Reina-Valera traduce ‘será muerto y nada tendrá’ y en el margen de la paráfrasis ‘será echado de la posesión’. Esto se cumplió cuando, en lugar de ser aceptado como Mesías por los judíos, fue rechazado, cortado, y no recibió ninguno de los honores mesiánicos que le pertenecían, aunque, con su muerte, echó los cimientos de su futura gloria en la Tierra, obrando la redención eterna para los salvos. En la Primera Carta a los Corintios san Pablo de Tarso escribió que así como el cuerpo es uno y tiene muchos miembros, así es el Cristo: la cabeza y los miembros en el poder y la unción del Espíritu forman un solo cuerpo.
En el Libro de Juan, este título es relacionado con el de Mesías, «llamado el Cristo».
Habiendo sido rechazado como mesías en la tierra, él ha sido hecho, ya resucitado de los muertos, Señor y Cristo, y así se cumplen los consejos de Dios con respecto a él y al hombre en él. Se revela que los santos habían sido escogidos en Cristo desde antes de la fundación del mundo. Todas las cosas en el cielo y en la tierra tienen que ser encabezadas en el Cristo, ya que el Cristo es la cabeza del cuerpo de la Iglesia.

## Cristo, el ungido

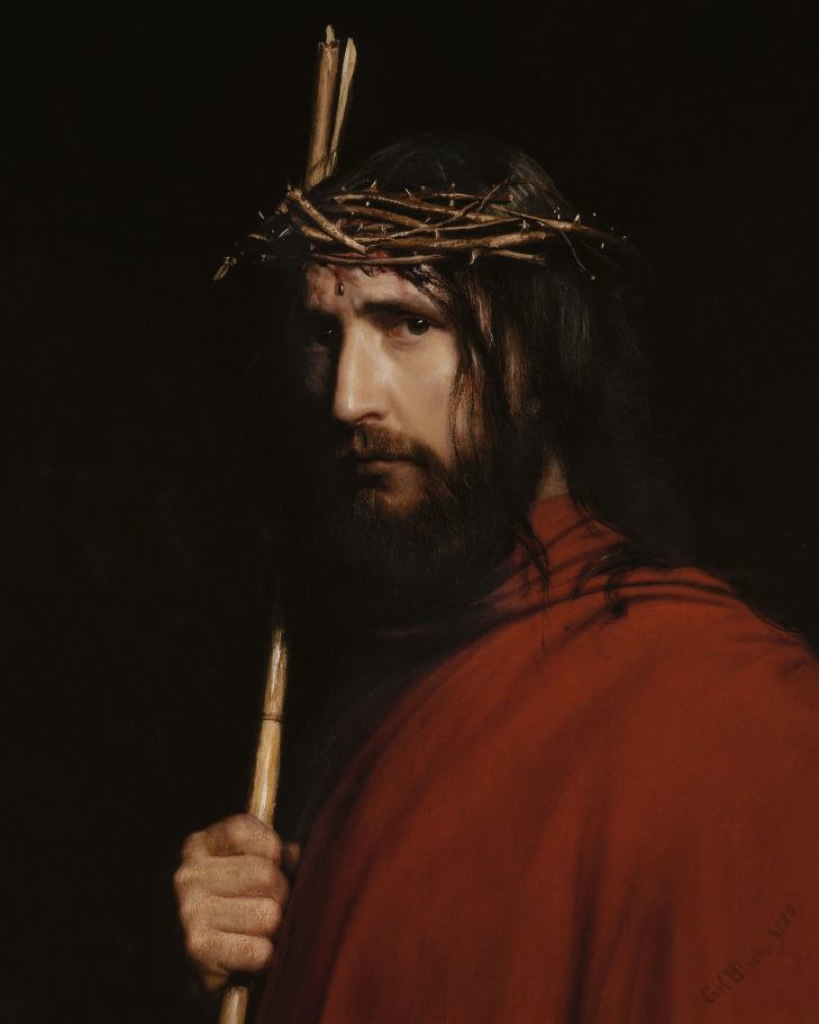
Cristo y bordón, por Carl Bloch.

La palabra «ungir» ―del latín únguere― significa ‘elegir a alguien para un puesto o un cargo muy notable’ (como sumo sacerdote o rey).
La concepción hebrea del ungido o entronizado proviene de la antigua creencia que establece que untar a una persona u olear un objeto con aceite otorga cualidades extraordinarias, incluso sobrenaturales, cuando estas provienen de una autoridad divina. En el Israel de la antigüedad, la costumbre de ungir a una persona otorgaba la potestad para ejercer algún cargo importante. El término Cristo no solo se utilizaba con los sacerdotes que eran mediadores entre Dios y la humanidad, sino también con los reyes teocráticos que eran representantes de Dios y adquirían de esa manera dignidad sacerdotal. Más tarde se aplicó a los profetas e incluso se vinculó con los patriarcas.
Sin embargo, en la transformación del concepto mesiánico, el uso del término se restringió al redentor y restaurador de la nación judía.
En el Nuevo Testamento, la palabra Cristo se utiliza como nombre común y como nombre propio. En ambas acepciones aparece con o sin artículo definido, en solitario o asociada a otros términos o nombres. Cuando se usa como nombre propio y, muchas veces, en los otros casos, designa a Jesús de Nazaret, el esperado Mesías de los judíos. De esta manera, para las confesiones cristianas, Jesucristo es el mesías, aquel que el Antiguo Testamento anunciaba que llegaría como plan de salvación de Dios para la humanidad. Otras religiones, sobre todo los musulmanes, judíos ortodoxos, conservadores, y reformistas, lo consideran solamente como un gran profeta o predicador de su pueblo ―el pueblo judío― y el fundador de la religión cristiana, en quien sus seguidores creen y afirman que es el hijo encarnado de Dios.

## Cristo, el salvador

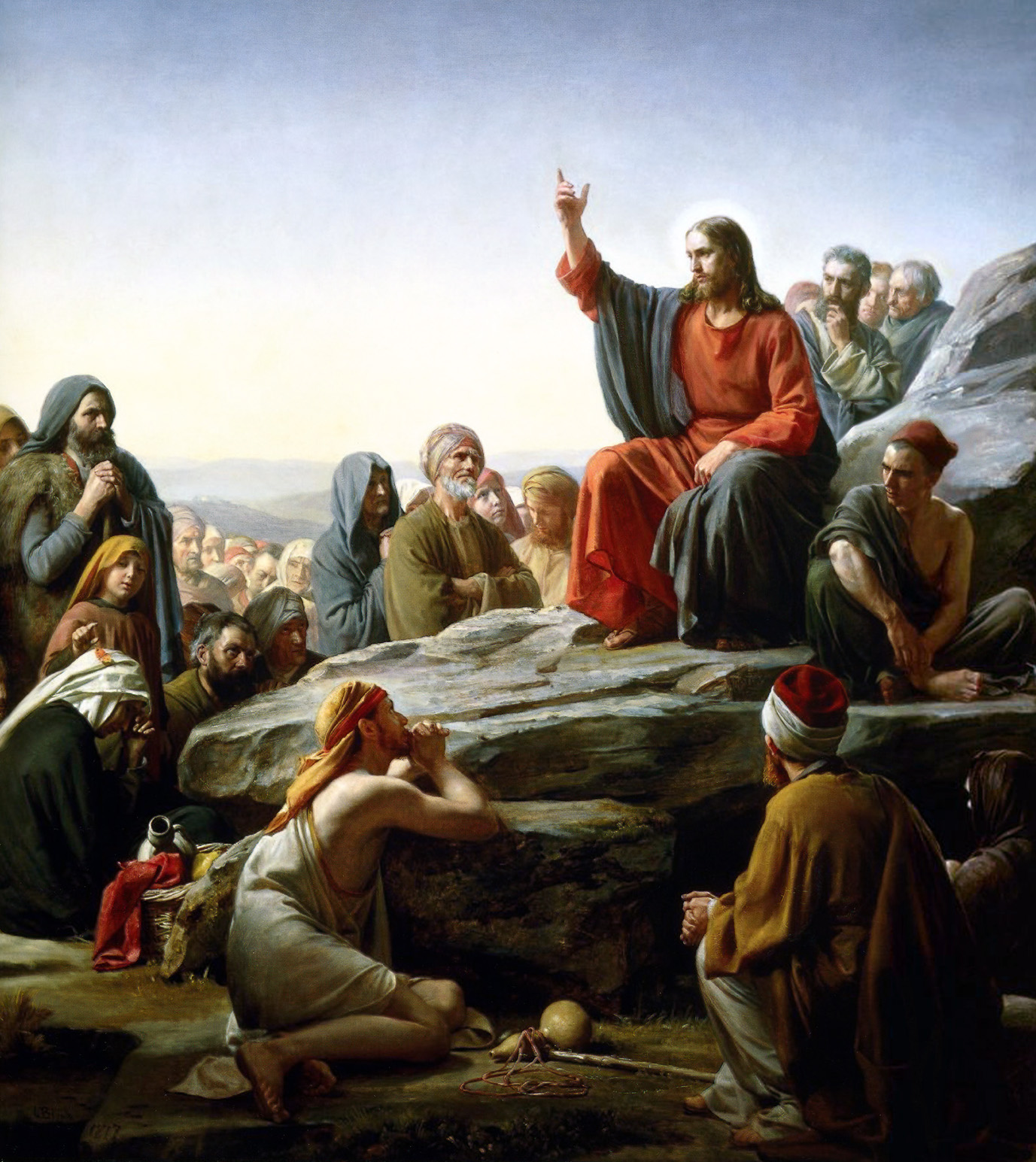
El Sermón del Monte (1877), por Carl Bloch.

La palabra salvador, a su vez, era el título calificativo que los judíos aplicaban a sus sacerdotes, reyes, y profetas, ya que estos debían ser ungidos con aceites como parte del rito que los consagraba a su labor. Los seguidores de Jesús de Nazaret, considerando que este era el Mesías prometido por las profecías mesiánicas de la Tanaj, le aplicaron este título a su líder, llamándole Cristo Jesús o el Salvador. A mediados del siglo II -unos cien años después de la muerte y resurrección de Jesús de Nazaret—se les comenzó a conocer por cristianos en Antioquía, ya que se decían seguidores del Cristo.
Según algunas confesiones cristianas, como la Iglesia católica, la Iglesia ortodoxa, la Iglesia anglicana o las principales iglesias protestantes, la Salvación es una venida de Dios. Sustentan este punto de vista en las palabras del Apóstol Pedro: «Por el contrario, creemos que tanto ellos como nosotros somos salvados por la gracia del Señor Jesús». Esta gracia se obtiene a través de la fe y el obrar cristiano, según católicos y ortodoxos, o exclusivamente por la fe, según los protestantes, es decir, en creer o confiar en que Jesucristo es el Hijo de Dios, el Salvador y el Único Perdonador de pecados.
En la carta de Pablo a los romanos se explica lo que es la salvación, pero con más precisión en la carta del apóstol Pablo a los Efesios: «Cristo, con su muerte y su Resurrección, es quien elimina la deuda del pecado humano y vehicula en su persona esa gracia redentora». Para el cristianismo la salvación está disponible para todos los que creen y actúan en consecuencia.

## Cristianismo
La creencia cristiana (o más bien el Evangelio) afirma que Dios se manifestó a los hombres en la persona de Jesús de Nazaret (en hebreo: Yeshúa), siendo el Hijo de Dios hecho hombre y, por tanto, el Mesías anunciado por los profetas en las escrituras, y ansiosamente esperado por Israel (según las Escrituras).
De hecho, Jesús mismo afirmó ser el Cristo. En el Evangelio de Juan, cuando Jesús habla con la mujer samaritana, se registra el siguiente evento:

La mujer le dijo: «Yo sé que el Mesías, llamado Cristo, debe venir. Cuando él venga, nos anunciará todo». 
 Jesús le respondió: «Soy yo, el que habla contigo».
(Juan 4:25-26)

A raíz de esto, se narra a los samaritanos diciendo: «nosotros mismos hemos oído, y sabemos que verdaderamente éste es el Salvador del mundo, el Cristo.» (Juan 4:42)

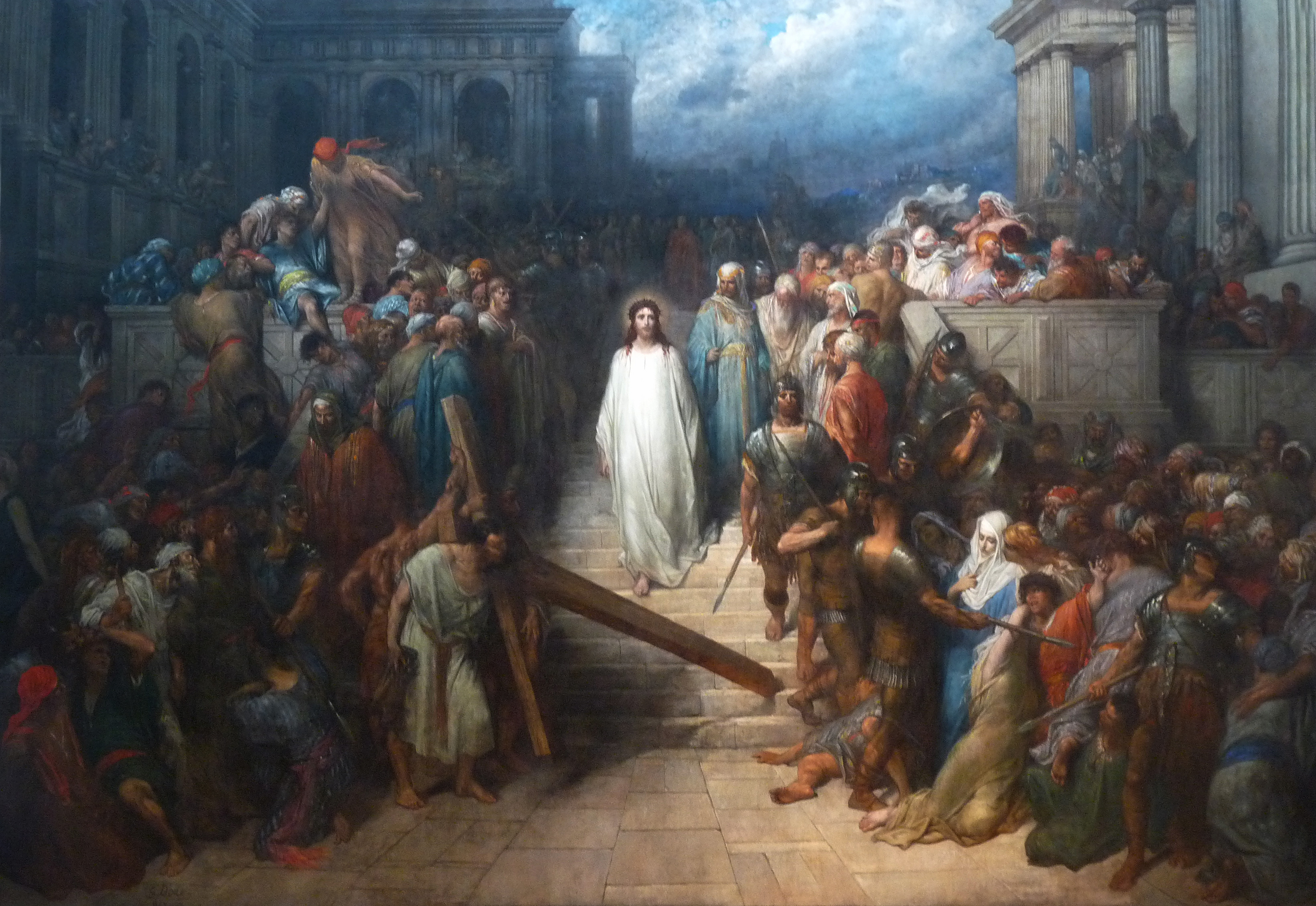
Cristo, dejando la sala del tribunal, por Gustave Doré.

En el Evangelio de Marcos también se narra a Jesús afirmando ser el Mesías, cuando los sacerdotes del templo estaban interrogándolo:

El Sumo Sacerdote lo interrogó nuevamente: «¿Eres el Mesías, el Hijo de Dios bendito?».
 Jesús respondió: «Así, yo lo soy: y ustedes verán al Hijo del hombre sentarse a la derecha del Todopoderoso y venir entre las nubes del cielo».
 Entonces el Sumo Sacerdote rasgó sus vestiduras y exclamó: «¿Qué necesidad tenemos ya de testigos? 
 Ustedes acaban de oír la blasfemia. ¿Qué les parece?». Y todos sentenciaron que merecía la muerte.
(Marcos 14:61-64), Versión Biblia de Jerusalén

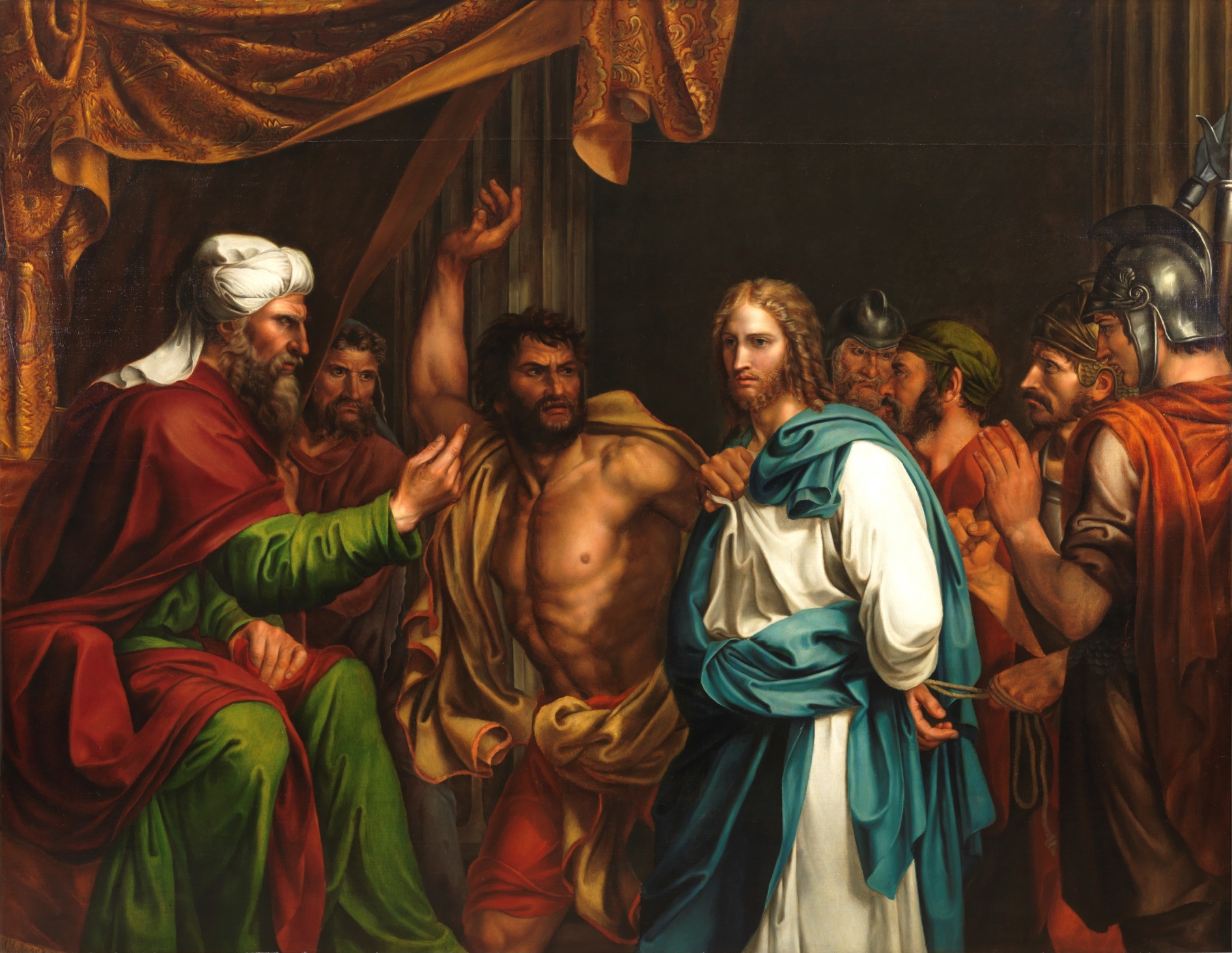
Jesús en la casa de Anás, obra de José de Madrazo, Museo del Prado.

 El cristianismo surgió como una comunidad, la Iglesia, inspirada en las enseñanzas de Jesús de Nazaret. Según san Lucas (en Hechos de los Apóstoles 11:26), los discípulos de Jesús fueron llamados «cristianos» por primera vez en Antioquía de Siria. La misión que los unía era la prédica de estas enseñanzas por todo el mundo, prédica inicialmente llevada a cabo por sus discípulos directos, llamados apóstoles. Según los Evangelios, Dios preparó un pueblo, prefigurado en el pueblo de Israel, conducido por Moisés y los profetas y al que Cristo encabeza como jefe y salvador. Con este pueblo, Cristo realizaría una nueva alianza. El fin de este pacto es que todos conozcan a Dios Padre y a Jesucristo su Hijo y en Él tengan vida eterna (según el Evangelio de Juan 3.16).
Según el cristianismo, Jesús de Nazaret es el Cristo (el Mesías), Hijo de Dios hecho hombre (según el Evangelio de Mateo), concebido por el Espíritu Santo y nacido de la virgen María. Después de la crucifixión, al tercer día resucitó y posteriormente subió al Cielo; y se espera su regreso al final de los tiempos en lo que se llama la «segunda venida de Cristo», o Parusía. El cristianismo explica que el sufrimiento de Jesús era necesario. Frecuentemente se cree que el padecimiento de Jesús se desarrolló en la cruz, en realidad su padecimiento comenzó desde el huerto de Getsemaní. En este pasaje se describe como Jesús lleno de angustia oraba intensamente, su sudor era como grandes gotas de sangre que caían hasta la tierra.

## En las distintas confesiones cristianas

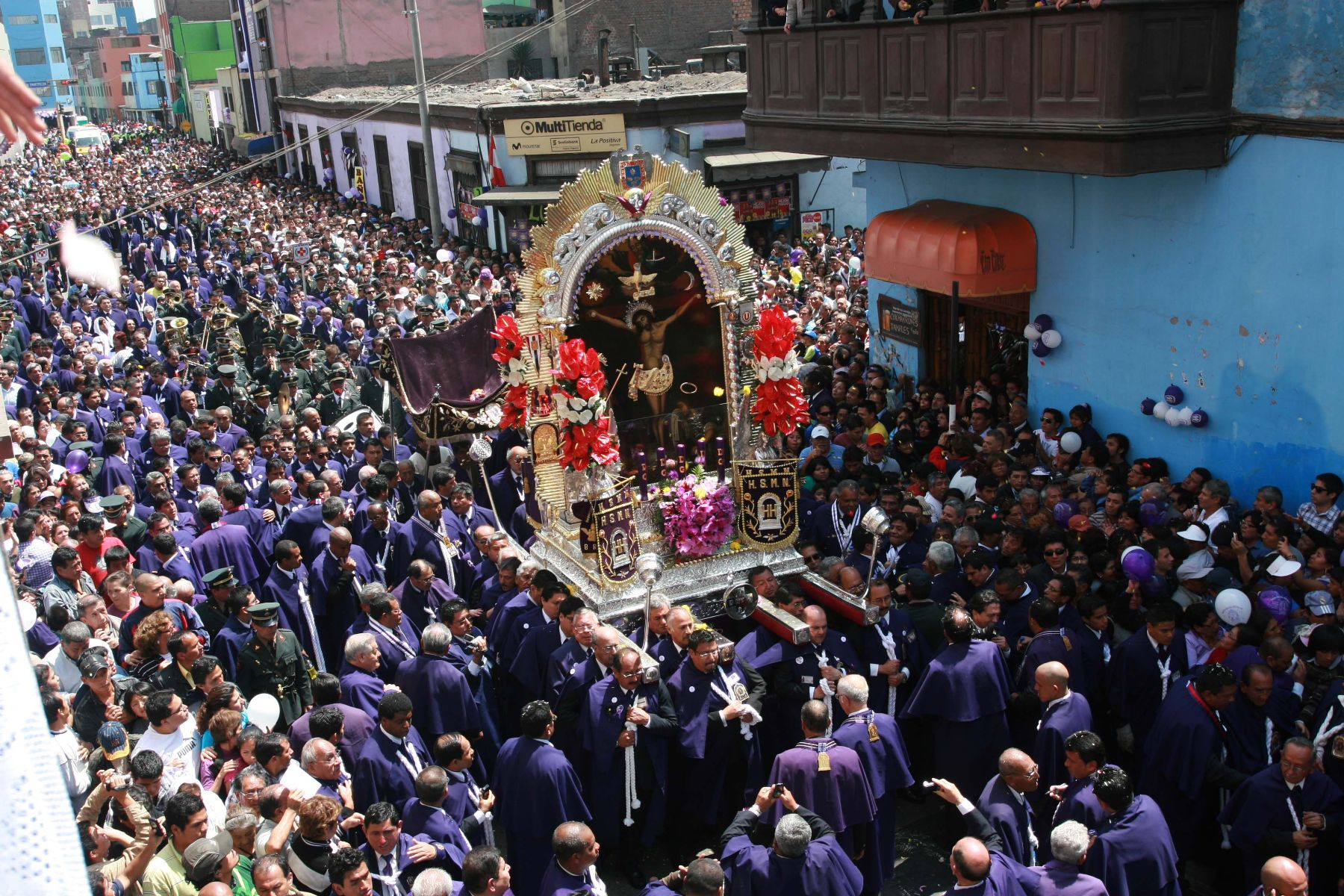
Imagen del Señor de los Milagros que recorre en procesión las calles de Lima, Perú.

La religión cristiana se inició en el seno del judaísmo como uno de tantos movimientos mesiánicos, centrado en la persona de Jesús de Nazaret. Sus seguidores extendieron su culto por todo el mundo basándose en la idea de que Jesús había resucitado.
Los seguidores de Cristo en el mundo actual no forman un conjunto único y uniforme, sino que se agrupan en distintas confesiones, como las iglesias católica, ortodoxa, anglicana, luterana, bautista, anabaptista, menonita, presbiteriana, metodista, mormona, evangélica, etc. Y aún los hay que no reconocen un vínculo con algún grupo.
La fe en Cristo de la mayoría de estas comunidades puede sintetizarse en esta antiquísima profesión de fe:

Creo en Jesucristo su único Hijo Nuestro Señor, que fue concebido por obra y gracia del Espíritu Santo. Nació de Santa María Virgen, padeció bajo el poder de Poncio Pilato, fue crucificado, muerto y sepultado, descendió a los infiernos, al tercer día resucitó de entre los muertos, subió a los cielos y está sentado a la derecha de Dios Padre Todopoderoso. Desde allí va a venir a juzgar a vivos y muertos.
Credo Apostólico

Existe un movimiento llamado ecumenismo, el cual trata de buscar la unidad de todos los seguidores de Cristo. A este respecto, dentro de la Iglesia católica, el Concilio Vaticano II, en su decreto Unitatis redintegratio, ha expresado, refiriéndose a la división de los cristianos, «abiertamente repugna a la voluntad de Cristo y es piedra de escándalo para el mundo y obstáculo para la causa de la difusión del Evangelio por todo el mundo».
Antes de su realización, el papa Juan XXIII creó el Pontificio Consejo para la Promoción de la Unidad de los Cristianos. Esta llamada ha sido continuada por los papas siguientes.
Teología
En el cristianismo primitivo, Jesús de Nazaret fue visto por algunos de sus contemporáneos judíos como el Mesías que se profetizaba en el Tanaj, pero tiempo después, Jesús fue visto como la imagen de Dios, separándose del judaísmo y creando su propio libro sagrado, la Biblia.   
La mayoría de los cristianos tienen como dogma la Santísima Trinidad que representa a Dios, el teólogo Arrio discrepó de esa enseñanza y dijo que Jesús estaba subordinado a Dios Padre y por lo tanto no hace parte de Dios, ese modelo llevó a un movimiento llamado Unitarismo . El teólogo Nestorio indicaba que Jesús y Dios son de naturaleza divina pero separados. El binitarismo enseña que Dios son dos personas. En algunas ramas cristianas Jesús es Dios. 
Saliendose del cristianismo, en el islam, Jesús es uno de los tantos profetas enviados por Dios. 

### En el catolicismo

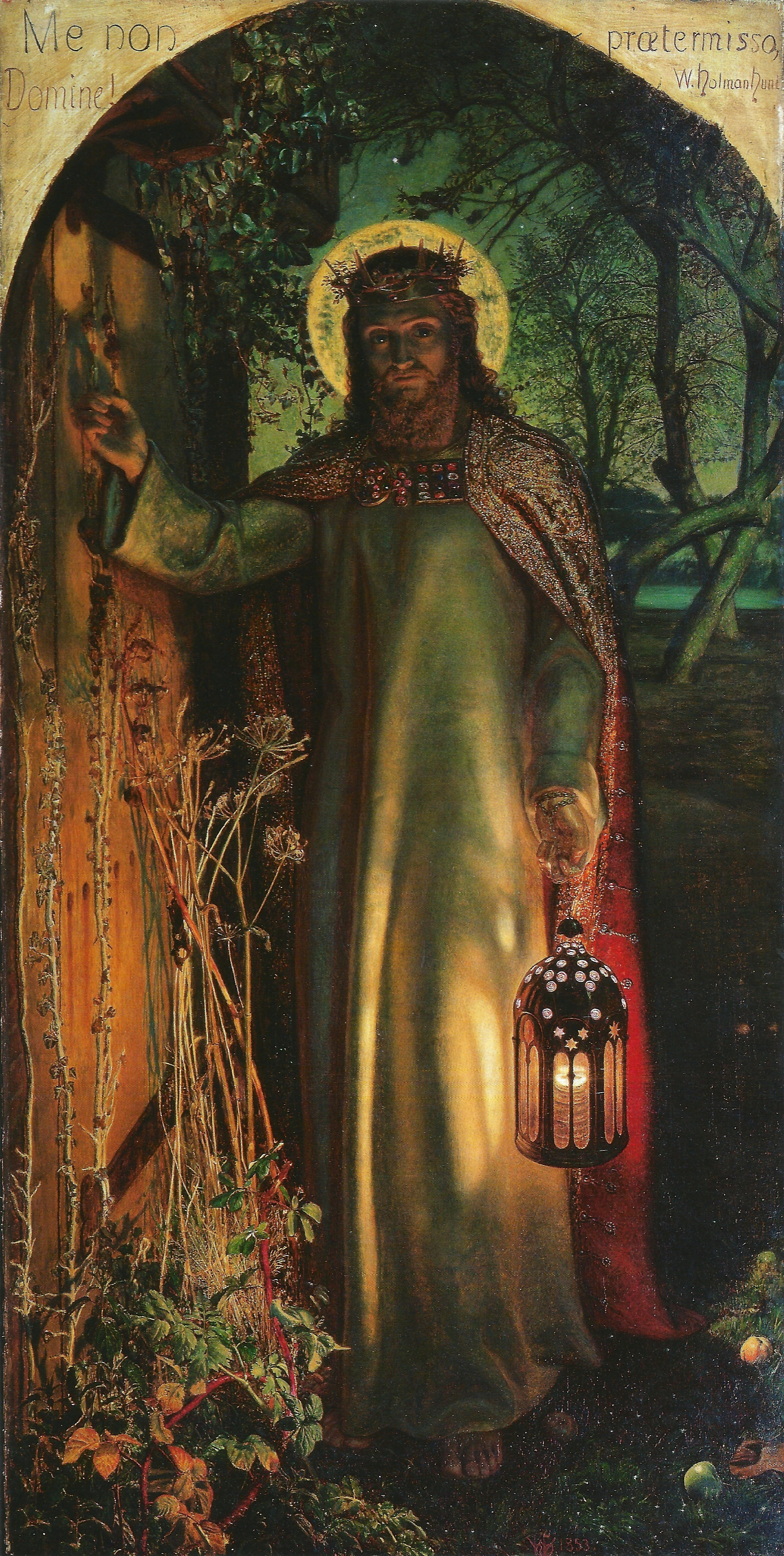
La luz del mundo (1853), de William Holman Hunt, Keble College, Universidad de Oxford. Cristo llama a una puerta que representa el alma humana y lleva un farol en alusión a su frase «yo soy la luz del mundo, aquel que me siga no andará en las tinieblas, pues tendrá la luz de la vida» (Juan, 8:12).

Para el catolicismo, Cristo es el Hijo de Dios hecho hombre para la salvación del género humano, y esa es la «Buena Nueva»: Dios ha enviado a su Hijo.
Hijo de Dios hecho hombre: para la Iglesia católica esto significa que la segunda Persona de la Santísima Trinidad, el Hijo, se hizo hombre en el seno de María. Cristo, siendo una sola Persona divina, es perfecto Dios y perfecto hombre. Esta doctrina encuentra sus antecedentes en distintos textos de la Sagrada Escritura, entre los que se puede citar:

En el principio existía la Palabra y la Palabra estaba con Dios, y la Palabra era Dios.
Evangelio según San Juan 1:1. Ed. BdJ

Y la Palabra se hizo carne, y puso su Morada entre nosotros...
Evangelio según San Juan 1:14. Ed. BdJ

Tomás le contestó: «Señor mío y Dios mío.»
Evangelio según San Juan 20:28. Ed. BdJ

...y los patriarcas; de los cuales también procede Cristo según la carne, el cual está por encima de todas las cosas, Dios bendito por los siglos. Amén.
Epístola de San Pablo a los Romanos 9:5. Ed. BdJ.

El cual, siendo de condición divina, no retuvo ávidamente el ser igual a Dios. Sino que se despojó de sí mismo tomando condición de siervo haciéndose semejante a los hombres y apareciendo en su porte como hombre; y se humilló a sí mismo, obedeciendo hasta la muerte y muerte de cruz. Por lo cual Dios le exaltó y le otorgó el Nombre, que está sobre todo nombre. Para que al nombre de Jesús toda rodilla se doble en los cielos, en la tierra y en los abismos, y toda lengua confiese que Cristo Jesús es Señor para gloria de Dios Padre.
Epístola de San Pablo a los Filipenses 2:6-11 Ed. BdJ

...aguardando la feliz esperanza y la Manifestación de la gloria del gran Dios y Salvador nuestro Jesucristo...
Epístola de San Pablo a Tito 2:13 Ed. BdJ

Se han producido dentro de la Iglesia católica distintos debates referidos a cómo deben interpretarse estas afirmaciones. Su posición oficial ha quedado fijada en las decisiones de los distintos Concilios:
El Primer Concilio de Nicea, en el año 325, el primer concilio ecuménico que la Iglesia católica pudo realizar terminadas las persecuciones que padeció sus primeros 300 años, profundizó los textos bíblicos citados, afirmando que Jesucristo es consustancial al Padre (de la misma sustancia que el Padre), es decir, verdadero Dios.
El Primer Concilio de Constantinopla, en el año 381, continuó con la profundización de la doctrina, redactando el Credo Niceno-Constantinopolitano:

Creo en un solo Señor, Jesucristo, Hijo único de Dios, nacido del Padre antes de todos los siglos: Dios de Dios, Luz de Luz, Dios verdadero de Dios verdadero, engendrado, no creado, de la misma sustancia del Padre, por quien todo fue hecho; que por nosotros, los hombres, y por nuestra salvación bajó del cielo, y por obra del Espíritu Santo se encarnó de María Virgen, y se hizo hombre; y por nuestra causa fue crucificado en tiempos de Poncio Pilato; padeció y fue sepultado, y resucitó al tercer día, según las Escrituras, y subió al cielo, y está sentado a la derecha del Padre; y de nuevo vendrá con gloria para juzgar a vivos y muertos, y su reino no tendrá fin.

Los Concilios siguientes han continuado precisando la doctrina:
- El Concilio de Éfeso (año 431), definió que el Cristo histórico es al mismo tiempo verdadero Dios y verdadero hombre, y como consecuencia necesaria, María es madre de Dios.[36]

- El Concilio de Calcedonia (año 451), precisó y formuló la existencia de las dos naturalezas divina y humana en la Persona única de Cristo.[37]

- En el Segundo Concilio de Constantinopla (año 553), quedó precisada la unión de las naturalezas divina y humana insistiendo en la unicidad de la Persona de Cristo.[38]

- El Tercer Concilio de Constantinopla (años 680-681), proclamó la existencia en Cristo de dos voluntades, la humana y la divina.[39]

Estas precisiones han surgido como respuesta a distintas doctrinas que fueron apareciendo. Por ejemplo:
- El monarquianismo o adopcionismo:  Jesús era un simple ser humano, elevado a una dignidad similar a la de Dios luego de su muerte.

- El apolinarismo: en Cristo el espíritu estaba sustituido por el Logos divino, con lo que implícitamente negaba la naturaleza humana completa del Redentor.

- El arrianismo: Jesús fue creado por Dios como el primer acto de la Creación, coronación gloriosa de toda la creación. Entonces, Jesús fue un ser creado con atributos divinos, pero no divino en y por Sí mismo.

- El monofisismo o eutiquianismo: afirma que en Cristo existe una sola naturaleza, la divina.

- El nestorianismo: afirmaba que en el Verbo existen dos personas: la divina (Cristo, hijo de Dios) y la humana (Jesús, hijo de María). Por tanto, María no es Madre de Dios, es madre de Cristo.

- El monotelismo: afirmaba que en Cristo existían dos naturalezas (como en el catolicismo), pero solo la voluntad divina.

En todas ellas, la Iglesia ha visto en el fondo la negación de la redención, porque creían que era necesario que Cristo fuera Dios, para poder redimir; que fuera hombre, para poder padecer; y que fuera una sola persona, para poder referir la divinidad y la humanidad «en concurrencia inefable y misteriosa en la unidad».
Para la Iglesia católica, Cristo, en el mundo actual, es «Lumen Gentium»,  «Luz de los pueblos».  Por ello san Juan Pablo II, en la homilía de comienzo de su pontificado, exclamaba: «¡No temáis! ¡Abrid, más todavía, abrid de par en par las puertas a Cristo!».
Más recientemente, el papa Francisco ha expresado:

Jesús es Dios, pero se ha abajado a caminar con nosotros. Es nuestro amigo, nuestro hermano. El que nos ilumina en nuestro camino. Y así lo hemos acogido hoy. Y esta es la primera palabra que quisiera deciros: alegría. No seáis nunca hombres y mujeres tristes: un cristiano jamás puede serlo.
Papa Francisco, homilía en Misa por Domingo de Ramos 2013.

#### Nacido de María Virgen

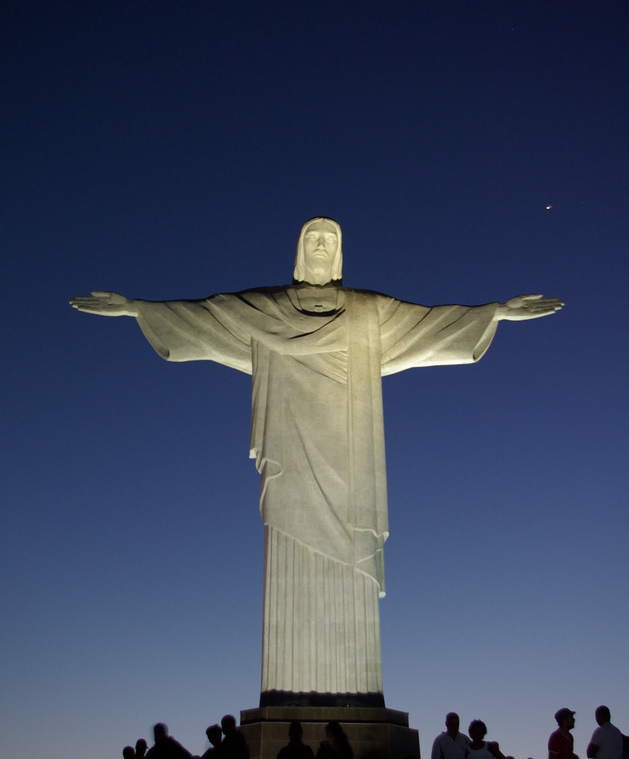
Imagen del Cristo Redentor en la ciudad y puerto de Río de Janeiro, Brasil.

El Catecismo de la Iglesia católica destaca que «los Padres ven en la concepción virginal el signo de que es verdaderamente el Hijo de Dios el que ha venido en una humanidad como la nuestra».
La Iglesia católica resalta el papel de María en la concepción virginal de Cristo, en su relación de fe hacia Él y en la redención por él obrada.
Los Padres de la Iglesia abordaron la íntima unión de Cristo y María en la obra de la redención. Por ejemplo:

Adán, en efecto, fue recapitulado en Cristo, para que esto que es mortal fuera engullido en la inmortalidad, y Eva en María, para que una virgen convertida en abogada de una virgen disolviese y anulase con su obediencia de virgen la desobediencia de una virgen.
San Ireneo de Lyon (mártir y Padre de la Iglesia, f. 202)

Por un lado, la Iglesia católica sostiene que Dios ha preparado a María para tal misión, «en atención a los méritos de Cristo Jesús», preservándola del pecado original, en lo que se denomina su Inmaculada Concepción y concediéndole multitud de gracias, las que ella misma reconoció diciendo: «Porque el Todopoderoso ha hecho en mí grandes cosas» y a las que ella correspondió con absoluta fidelidad y entrega.
Por otro, ha visto en el sí de María, al aceptar el ofrecimiento del ángel a ser madre de Jesús, el sí de la humanidad, que aceptaba a través de ella la salvación que traería Cristo.
Por el hecho de ser madre de Cristo, que según se ha visto la Iglesia católica enseña que es la segunda Persona de la Santísima Trinidad que se hizo hombre sin perder su condición divina, la Iglesia la llama Madre de Dios.
Los evangelios detallan los hechos de la vida de Cristo más sobresalientes, sin embargo, en los mismos no pasa desapercibida la discreta presencia de María: el Hijo de Dios se hace hombre luego de su consentimiento; los pastores y los magos encuentran al Niño Prometido junto a ella;
Cristo hace su primer milagro a su pedido; está firme al pie de la Cruz, junto a su Hijo.
La Iglesia ha visto en las palabras de Jesús: «Mujer, ahí tienes a tu hijo» y a Juan: «Ahí tienes a tu madre» la entrega de María como madre de todos los cristianos, representados en la persona de Juan, por lo que es llamada «Madre de la Iglesia».
Y ella, que «conservaba cuidadosamente todas las cosas en su corazón», perseveraba en la oración junto a la Iglesia naciente, según cuenta el libro de los Hechos de los Apóstoles.
El Apocalipsis habla de una mujer, vestida de sol, con la luna bajo sus pies y una corona de doce estrellas sobre su cabeza y que da a luz un hijo varón que derrotará al dragón infernal.
En la misma promesa del Redentor, contenida en el libro del Génesis, se habla de una mujer, de la que nacería el vencedor de la serpiente:

Pondré enemistad entre ti y la mujer, entre tu linaje y el suyo. Él te aplastará la cabeza y tú le acecharás el talón.
 Génesis

A este respecto comenta san Alfonso María de Ligorio: «ya desde el principio de la Humanidad, Dios predijo a la serpiente infernal la victoria y el dominio que había de ejercer sobre él nuestra reina al anunciar que vendría al mundo una mujer que lo vencería […] ¿Y quién fue esta mujer su enemiga sino María, que con su preciosa humildad y vida santísima siempre venció y abatió su poder? «En aquella mujer fue prometida la Madre de nuestro Señor Jesucristo», dice san Cipriano. Y por eso argumenta que Dios no dijo «pongo», sino «pondré», para que no se pensara que se refería a Eva».
San Agustín, comentando el pasaje donde una mujer le dice a Jesús: «dichoso el vientre que te llevó» y el Señor contestó: «mejor, dichosos los que escuchan la palabra de Dios y la cumplen»,  dice que esto significa que María, no solamente escuchó la palabra y la cumplió sino que es más feliz por haber concebido a Cristo en su mente mediante la fe, que por haberlo llevado en su seno. A través de ella, la misma «Palabra se hizo carne, y habitó entre nosotros».
Por esta elección de Dios y su correspondencia por parte de María, ha visto la Iglesia en ella un modelo de perfecta cristiana, y un camino para llegar a Cristo.

#### Cristo e Iglesia

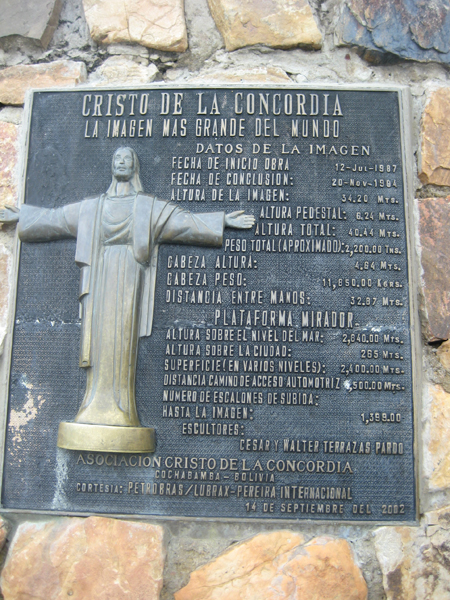
Placa con los datos de la imagen del Cristo de la Concordia en Cochabamba, Bolivia.

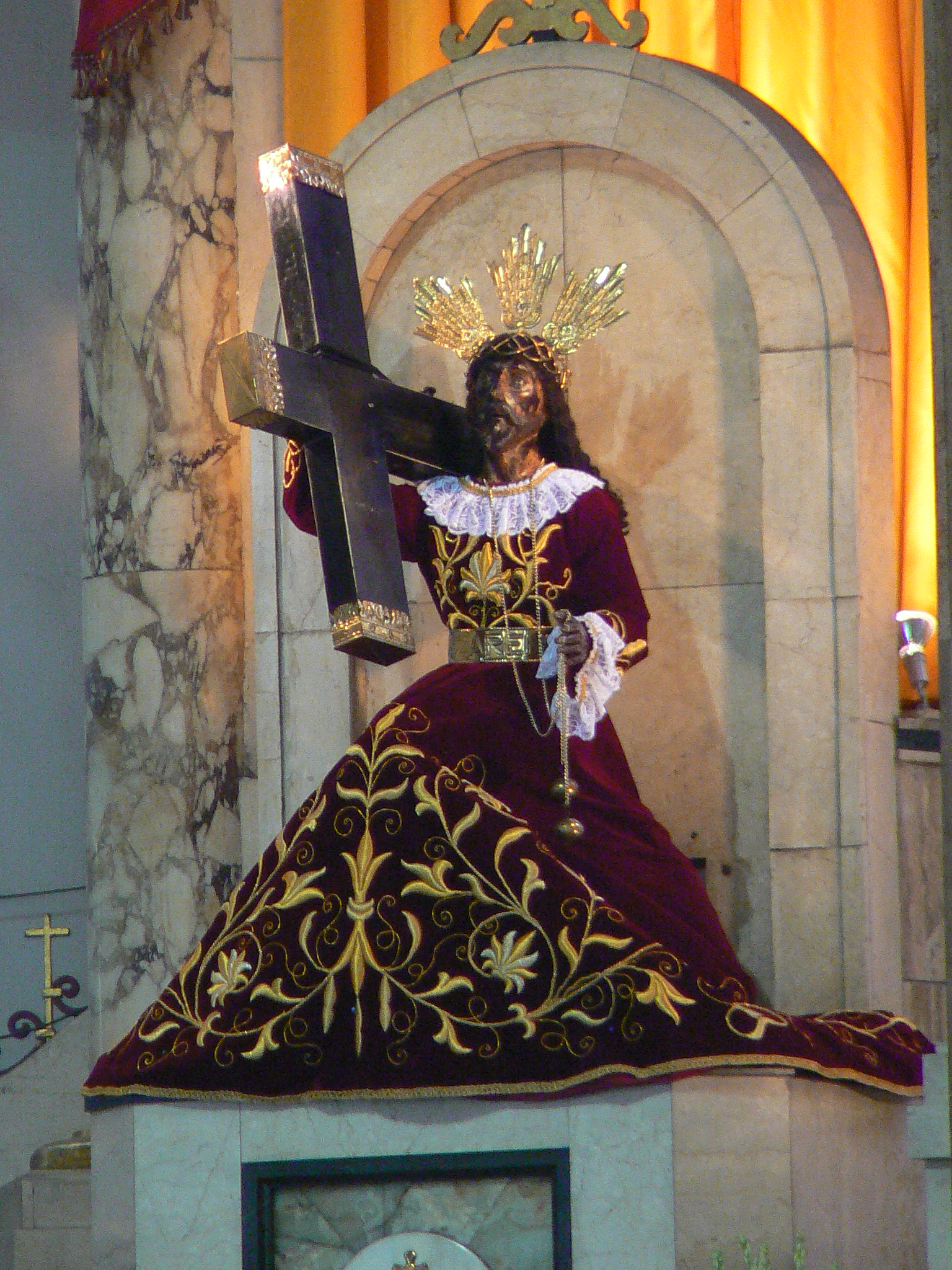
Imagen del Cristo o Nazareno Negro en su altar en Manila, Filipinas.

En el Evangelio de Mateo, Jesús habla de «su Iglesia». La palabra «iglesia» viene del griego ecclesia, que significa ‘asamblea’. San Pablo de Tarso dice que la iglesia es el cuerpo de Cristo.
La Iglesia católica afirma ser ella la iglesia fundada por Cristo, exhibiendo entre otros argumentos, la sucesión apostólica: todos los obispos católicos han sido ordenados por otro obispo, y así, remontándose hacia atrás, se llegará a uno de los apóstoles elegidos por Cristo. Dice así san Ireneo de Lyon:

Pero la tradición de los apóstoles está bien patente en todo el mundo y pueden contemplarla todos los que quieran contemplar la verdad. En efecto, podemos enumerar a los que fueron instituidos por los apóstoles como obispos sucesores suyos hasta nosotros.
San Ireneo de Lyon (mártir y Padre de la Iglesia, f. 202), «Tratado contra las herejías» (alrededor del año 190)

Según la Iglesia, solo en ella puede encontrarse la plenitud total de los medios de salvación dados por Cristo.
Sin embargo, ella misma enseña que fuera de sus límites visibles, hay muchos elementos de santificación y de verdad.

#### Cristo y papado
Según el catolicismo, dentro de la sucesión apostólica que concierne a todos los obispos, está la del obispo de Roma —el papa—, sucesor de san Pedro hasta nuestros días. (Véase Anexo:Papas). La Iglesia católica afirma que Cristo constituyó jefe de su Iglesia a San Pedro y en él a sus sucesores:

Enseñamos, pues, y declaramos que, según los testimonios del Evangelio, el primado de jurisdicción sobre la Iglesia universal de Dios fue prometido y conferido inmediata y directamente al bienaventurado Pedro por Cristo Nuestro Señor. Porque solo a Simón —a quien ya antes había dicho: Tú te llamarás Cefas [Ioh. 1, 42]—, después de pronunciar su confesión: Tú eres el Cristo, el Hijo de Dios vivo, se dirigió el Señor con estas solemnes palabras: Bienaventurado eres, Simón, hijo de Jonás, porque ni la carne ni la sangre te lo ha revelado, sino mi Padre que está en los cielos. Y yo te digo que tu eres Pedro, y sobre esta piedra edificaré mi Iglesia, y las puertas del infierno no prevalecerán contra ella, y a ti te daré las llaves del reino de los cielos; y cuanto atares sobre la tierra, será atado también en los cielos; y cuanto desataras sobre la tierra, será desatado también en el cielo [Mt. 16, 16 ss]. [Contra Richer, etc.; v. 1503]. Y solo a Simón Pedro confirió Jesús después de su resurrección la jurisdicción de pastor y rector supremo sobre todo su rebaño, diciendo: «Apacienta a mis corderos». «Apacienta a mis ovejas» [Jn. 21, 15 ss].
Constitución dogmática Pastor Aeternus del Concilio Vaticano I

La Iglesia enseña que el papa es el «principio y fundamento perpetuo y visible de unidad, tanto de los obispos como de la muchedumbre de los fieles». Por esto, san Ambrosio de Milán pudo decir: «allí donde está Pedro, allí está la Iglesia».
Con referencia a esto, continúa san Ireneo de Lyon en la cita que se transcribió en la sección referida a Cristo y la Iglesia:

Sería muy largo en un escrito como el presente enumerar la lista sucesoria de todas las Iglesias. Por ello indicaremos cómo la mayor de ellas, la más antigua y la más conocida de todas, la Iglesia que en Roma fundaron y establecieron los dos gloriosísimos apóstoles Pedro y Pablo, tiene una tradición que arranca de los apóstoles y llega hasta nosotros, en la predicación de la fe a los hombres (cf. Rom. 1, 8), a través de la sucesión de los obispos. […] En efecto, con esta Iglesia (de Roma), a causa de la mayor autoridad de su origen, ha de estar necesariamente de acuerdo toda otra Iglesia, es decir, los fieles de todas partes; en ella siempre se ha conservado por todos los que vienen de todas partes aquella tradición que arranca de los apóstoles.
San Ireneo de Lyon (mártir y Padre de la Iglesia, f. 202)

Y san Cipriano de Cartago:

El Señor habla a san Pedro y le dice: «Yo te digo que tú eres Pedro y sobre esta piedra edificaré mi Iglesia, y las puertas del infierno no prevalecerán contra ella». Y aunque a todos los apóstoles confiere igual potestad después de su resurrección y les dice: «Así como me envió el Padre, también os envío a vosotros. Recibid el Espíritu Santo. Si a alguno perdonareis los pecados, le serán perdonados; si alguno se los retuviereis, le serán retenidos», sin embargo, para manifestar la unidad estableció una cátedra, y con su autoridad dispuso que el origen de esta unidad empezase por uno. Cierto que lo mismo eran los demás Apóstoles que Pedro, adornados con la misma participación de honor y potestad, pero el principio dimana de la unidad. A Pedro se le da el primado, para que se manifieste que es una la Iglesia de Cristo.
San Cipriano de Cartago (mártir y Padre de la Iglesia, f. 258) «De la unidad de la Iglesia» (4, 5)

#### Palabra de Cristo y su interpretación en la Iglesia católica

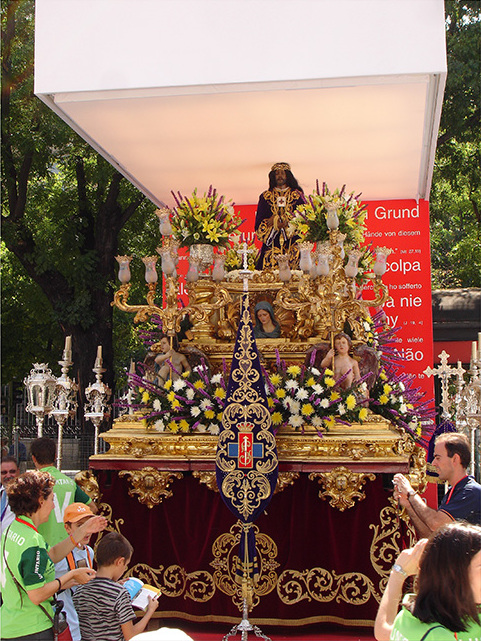
Cristo de Medinaceli, conocido también como el Señor de Madrid, en su paso en Madrid, España.

Para la Iglesia, las enseñanzas de Dios están contenidas en la Biblia y en la transmisión oral de la predicación de los apóstoles, llamada Tradición Apostólica. A su vez, estas enseñanzas han llegado a los hombres de todos los tiempos a través del Magisterio de la Iglesia, ejercido por los obispos, sucesores de los apóstoles, en comunión con el sucesor de San Pedro, el papa.
La interpretación de la Palabra en la Iglesia católica no es libre. Tratándose de la Sagrada Escritura, por ejemplo, la Iglesia enseña que debe hacerse «estando atentos a los que los autores humanos quisieron verdaderamente afirmar y a lo que de Dios quiso manifestarnos mediante sus palabras».
Esta interpretación es realizada por la Iglesia, «columna y fundamento de la verdad», como dice San Pablo. Y fue ejercida desde el comienzo, por los mismos apóstoles: «El Espíritu Santo, y nosotros mismos, hemos decidido…».
La Iglesia primitiva no tenía Nuevo Testamento. La misma inclusión de los libros sagrados en el canon bíblico, ha sido un acto del Magisterio eclesiástico. El resto de las confesiones cristianas han heredado la Biblia (el Nuevo Testamento al menos) tal como quedó fijado por la Iglesia católica.
Ya desde el comienzo del cristianismo, surgieron opiniones divididas respecto a las enseñanzas transmitidas por Jesucristo. Por ejemplo el apóstol san Juan dice, refiriéndose a los disidentes: «ellos salieron de entre nosotros, sin embargo, no eran de los nuestros».
La Iglesia entiende que Dios, al revelar su palabra a través de Cristo, constituyó al mismo tiempo una autoridad presente en todos los tiempos, encargada de interpretarla sin equivocarse, a fin de mantener «la pureza de la fe transmitida por los apóstoles», de otra manera no habría modo de saber sin que quede lugar a dudas cuál es la interpretación correcta. Esta capacidad de la Iglesia de interpretar sin equivocarse la palabra de Cristo, la Iglesia la llama «infalibilidad», y ella entiende que la ha recibido de Cristo, conjuntamente con la misión de difundir su palabra.

El Romano Pontífice, Cabeza del Colegio episcopal, goza de esta infalibilidad en virtud de su ministerio cuando, como Pastor y Maestro supremo de todos los fieles que confirma en la fe a sus hermanos, proclama por un acto definitivo la doctrina en cuestiones de fe y moral... La infalibilidad prometida a la Iglesia reside también en el Cuerpo episcopal cuando ejerce el magisterio supremo con el sucesor de Pedro, sobre todo en un Concilio ecuménico (LG 25; cf. Vaticano I: DS 3074).
 Catecismo de la Iglesia católica, 891

#### Gracia de Cristo en los sacramentos

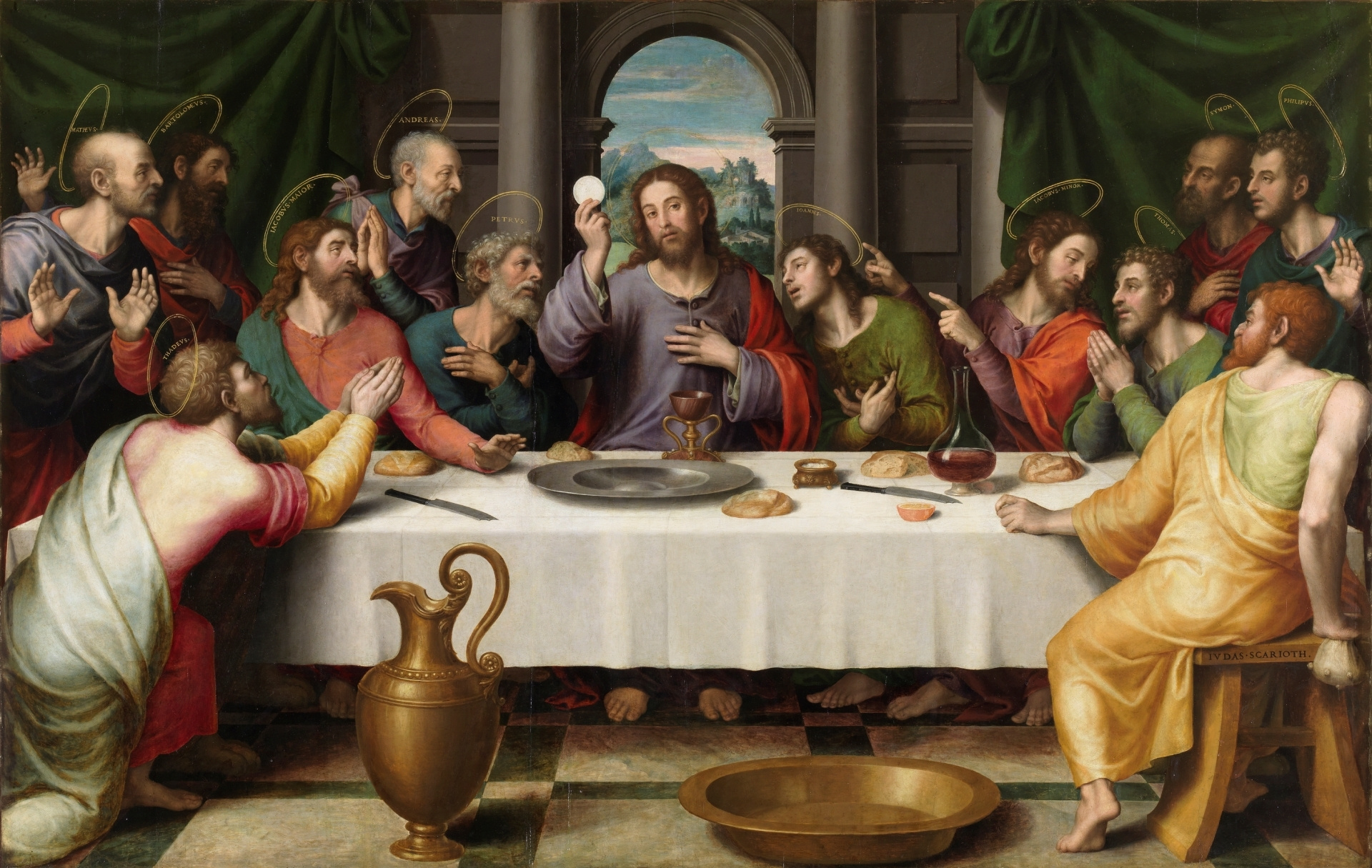
La Última Cena, Juan de Juanes, c. 1562, óleo sobre tabla, 116 × 191 cm, Museo del Prado, Madrid.

Algunos párrafos del Catecismo de la Iglesia católica donde se explica la doctrina acerca de los sacramentos:

Los siete sacramentos son los signos y los instrumentos mediante los cuales el Espíritu Santo distribuye la gracia de Cristo, que es la Cabeza, en la Iglesia que es su Cuerpo.
 Catecismo de la Iglesia católica, 774

Sentado a la derecha del Padre y derramando el Espíritu Santo sobre su Cuerpo que es la Iglesia, Cristo actúa ahora por medio de los sacramentos, instituidos por él para comunicar su gracia. Los sacramentos son signos sensibles (palabras y acciones), accesibles a nuestra humanidad actual. Realizan eficazmente la gracia que significan en virtud de la acción de Cristo y por el poder del Espíritu Santo.
 Catecismo de la Iglesia católica, 1084

Hay en la Iglesia siete sacramentos: bautismo, confirmación o crismación, eucaristía, penitencia, unción de los enfermos, orden sacerdotal y matrimonio (cf. DS 860; 1310; 1601).
 Catecismo de la Iglesia católica, 1113

Adheridos a la doctrina de las Santas Escrituras, a las tradiciones apostólicas y al sentimiento unánime de los Padres, profesamos que los sacramentos de la nueva Ley fueron todos instituidos por nuestro Señor Jesucristo (DS 1600-1601).
 Catecismo de la Iglesia católica, 1114

#### Eucaristía como actualización del sacrificio de Cristo
Especial mención merece la eucaristía. La Iglesia católica cree que la eucaristía o Santa Misa fue instituida por Cristo cuando en la Última Cena dijo: «Tomad y comed: esto es mi cuerpo», «Tomad y bebed, esto es mi sangre», «haced esto en conmemoración mía». Ella cree que en cada eucaristía se hace presente (“se re-presenta”) el sacrificio que Cristo hizo en la cruz de una vez para siempre, se perpetúa su recuerdo a través de los siglos y se aplica su fruto. Y que el sacrificio de la cruz y el sacrificio de la eucaristía son un único sacrificio, ya que tanto en uno como en otro, Cristo es el sacerdote que ofrece el sacrificio y la víctima que es ofrecida. Se diferencian solo en la forma en que se ofrece el sacrificio. En la cruz Cristo lo ofreció en forma cruenta, y por sí mismo, y en la Misa en forma incruenta y por ministerio de los sacerdotes. Por esto san Juan Pablo II pudo decir que en la eucaristía “está inscrito de forma indeleble el acontecimiento de la pasión y muerte del Señor. No sólo lo evoca sino que lo hace sacramentalmente presente. Es el sacrificio de la Cruz que se perpetúa por los siglos”.

#### Eucaristía como presencia real de Cristo en el mundo
La Iglesia cree que Cristo mismo está presente en la eucaristía. Esta presencia no la entiende como la que se da en una efigie, imagen, símbolo o recordatorio, sino que ella cree que está Él en persona, vivo y entero, con su cuerpo, sangre, alma y divinidad, de una forma “verdadera, real y sustancial”.
Por esto san Juan Crisóstomo pudo decir: «Cuánta gente dice hoy: ‘Querría ver a Cristo en persona, su cara, sus vestidos, sus zapatos’. ¡Pues bien, en la eucaristía es a él al que vés, al que tocas, al que recibes! Deseabas ver sus vestidos; y es él mismo el que se te da no sólo para verle, sino para tocarlo, comerlo, acogerlo en tu corazón».
Y san Juan Pablo II: «La Iglesia ha recibido la eucaristía de Cristo, su Señor, no sólo como un don entre otros muchos, aunque sean muy valiosos, sino como el don por excelencia, porque es don de sí mismo, de su persona en su santa humanidad y, además, de su obra de salvación».
La Iglesia entiende que la eucaristía se destaca del resto de los sacramentos ya que mientras ellos tienen la misión de santificar, en la eucaristía se halla el autor mismo de la santidad. Por ello es llamada «Santísimo Sacramento del Altar», «santísimo sacramento», o sencillamente «Santísimo».
Cristo ha prometido la vida eterna a quienes lo reciben en este Sacramento:

El que come mi carne y bebe mi sangre tiene Vida eterna, y yo lo resucitaré en el último día. Porque mi carne es la verdadera comida y mi sangre, la verdadera bebida. El que come mi carne y bebe mi sangre permanece en mí y yo en él.
 Juan 6:54-56.